# 切斯特·內茲
切斯特·内兹（英語：Chester Nez；1921年1月23日—2014年6月4日）是一位美国海军陆战队的退伍军人。他是二战期间最后一位纳瓦霍族译码员。
内兹出生在美国新墨西哥州麦金莱县的奇奇塔。他出生在纳瓦霍族的保留地里，因此母语是纳瓦霍语。童年时他被送到亚利桑那州科科尼诺县图巴城的一所寄宿学校学习，那里的老师不准他说纳瓦霍语。后来美国军方需要以纳瓦霍语为母语的纳瓦霍族原住民。内兹谎报了年龄，使得成功被征入伍。他被分配到美國陸軍第382步兵團。
在该兵团的总部彭德尔顿兵营中，他与其他28名纳瓦霍人创建了纳瓦霍语密码本。纳瓦霍语之所以被选为密码语言，是因为该语言的语法和声调非常难学，非纳瓦霍人几乎不能懂。这些后来内兹描述道，这些纳瓦霍人为了便于记忆，使用了日常词汇。
1942年，他与这些译码员乘船来到瓜达尔卡纳尔岛。在该岛上，他们两两分组——一人负责收发訊息，另一人负责操纵无线电和监听错误。内兹还在布干维尔岛、关岛、昂奥尔、佩莱利乌同日军作战。1945年以一等兵的军衔退役。朝鲜战争期间归队，在美国本土服役，后来以下士的军衔退役。
1946年至1952年期间，内兹在堪萨斯大学学习商业美术。退伍后，他在新墨西哥州阿尔伯克基退役军人卫生管理局下屬醫院当了25年的油漆匠。2001年，内兹与其他四名在世的纳瓦霍译码员一起，获得了由美国总统乔治·W·布什颁发的国会金质奖章。
2011年，他朱迪思·阿维拉（Judith Avila）共著《译码员：首本和唯一一本二战纳瓦霍原住民译码员的回忆录》（Code Talker: The First and Only Memoir by One of the Original Navajo Code Talkers of WWII）。2012年11月，获得堪萨斯大学美术学学士学位。
2014年6月4日，因肾衰竭，内兹在新墨西哥州的阿尔伯克基去世。

## 脚注
1. 1 2 3 4 5 6  Stapleton, AnneClaire; Carter, Chelsea J. . CNN. June 5, 2014  [June 5, 2014]. （原始内容存档于2020-11-25）.
2. 1 2 3 4 5 6  Ramsey, Nick. . MSNBC. June 4, 2014  [June 5, 2014]. （原始内容存档于2014-06-06）.
3. 1 2 3 4 5 6  Smith, Noel Lyn. . Daily Times (Farmington, New Mexico). June 4, 2014  [June 5, 2014]. （原始内容存档于2014年6月6日）.
4. 1 2 3  Tibbetts, Meredith. . Stars and Stripes. November 15, 2013  [June 5, 2014]. （原始内容存档于2020-11-08）.
5. ↑  . CNN (Time Warner). July 26, 2001  [June 5, 2014]. （原始内容存档于2018-10-05）.
6. ↑  Shelly, Ben. . navajopresident.org. June 4, 2014  [June 5, 2014]. （原始内容存档于2014-06-07）.